# Journal of Neurosurgical Anesthesiology
Journal of Neurosurgical Anesthesiology is een internationaal, aan collegiale toetsing onderworpen wetenschappelijk tijdschrift op het gebied van de anesthesiologie, met name het gebruik van anesthesie bij neurochirurgie. De naam wordt in literatuurverwijzingen meestal afgekort tot J. Neurosurg. Anesthesiol. Het wordt uitgegeven door Lippincott Williams & Wilkins en verschijnt 4 keer per jaar.